# Final del Torneo Apertura 2008 (Colombia)
La final del Torneo Apertura 2008 de la Categoría Primera A del fútbol profesional colombiano fue una serie de partidos de fútbol que se jugaron los días 2 y 6 de julio del año 2008 para definir al primer campeón del año del fútbol en Colombia de la Temporada 2008.  La disputaron los ganadores de los grupos en los Cuadrangulares semifinales: Boyacá Chicó y América de Cali.
El Boyacá Chicó se coronó por primera vez campeón en su historia luego de vencer mediante tiros desde el punto penal al América de Cali por 4-2, luego de empatar los dos partidos a un gol por bando.

## Llave
| Bandera de Boyacá (Colombia) | vs. |                           |
| ---------------------------- | --- | ------------------------- |
| Boyacá Chicó 1 (4)           | vs. | América de Cali 1 0 1 (2) |

## Camino a la final
En la fase de todos contra todos, el Boyacá Chicó clasificó segundo con 32 puntos. Entre tanto, el América de Cali clasificó séptimo con 26 puntos.
Posteriormente, el América de Cali se ubicó primero del Grupo A de los cuadrangulares semifinales, dejando eliminados a Envigado Fútbol Club, Independiente Santa Fe y La Equidad. Mientras que el Boyacá Chicó hizo lo propio en el Grupo B dejando a Independiente Medellín, Deportes Quindío y Deportivo Cali.

## Estadísticas previas
Total de partidos jugados en el Torneo Apertura 2008 por ambos equipos:
| Equipos         | PJ | PG | PE | PP | GF | GC | Dif. | Pts. |
| --------------- | -- | -- | -- | -- | -- | -- | ---- | ---- |
| Boyacá Chicó    | 24 | 11 | 9  | 4  | 39 | 26 | 13   | 42   |
| América de Cali | 24 | 12 | 3  | 9  | 45 | 32 | 13   | 39   |

- Pts=Puntos; PJ=Partidos jugados; G=Partidos ganados; E=Partidos empatados; P=Partidos perdidos; GF=Goles a favor; GC=Goles en contra; Dif=Diferencia de gol; Rend=Porcentaje de rendimiento.

## Desarrollo

### Partido de ida
| 1     | POR   | Adrián Berbia      |  |
| 13    | DEF   | Iván Vélez         |  |
| 5     | DEF   | Carlos Valdés      |  |
| 24    | DEF   | Jong Viáfara       |  |
| 4     | DEF   | Pablo Armero       |  |
| 7     | MED   | Jaime Córdoba      |  |
| 14    | MED   | Jhon Valencia      |  |
| 20    | MED   | Adrián Ramos       |  |
| 25    | MED   | Víctor Cortés      |  |
| 30    | DEL   | Duván Zapata 16'   |  |
| 9     | DEL   | Luis Tejada        |  |
| D. T. | D. T. | Diego Edison Umaña |  |

| 1     | POR   | Edigson Velásquez         |  |
| 16    | DEF   | Pedro Pino                |  |
| 25    | DEF   | Mario García              |  |
| 4     | DEF   | Arley Palacios 4'         |  |
| 6     | DEF   | Brahaman Sinisterra       |  |
| 17    | MED   | Yhonny Ramírez            |  |
| 13    | MED   | Leonardo López            |  |
| 29    | MED   | Henry Palacios            |  |
| 10    | MED   | Miguel Caneo              |  |
| 19    | MED   | Víctor Danilo Pacheco 75' |  |
| 11    | DEL   | Néstor Salazar 87'        |  |
| D. T. | D. T. | Alberto Gamero            |  |

| 17 | DEL | Paulo César Arango | 16' |

| 14 | MED | Frank Pacheco | 4'  |
| 19 | DEL | Rodrigo Saraz | 75' |
| 6  | MED | Óscar Díaz    | 87' |

| 44' | Jhon Valencia | 1-1 |

| 23' | Néstor Salazar | 0-1 |

| 8' · 55' · 61' · 68' | Carlos Valdés Jaime Córdoba Víctor Cortés Jhon Valencia |

| 19' · 57' · 61' · 65' · 82' · 90' | Pedro Pino Mario García Leonardo López Brahaman Sinisterra Yhonny Ramírez Edigson Velásquez |

| 84' · 90+4' | Mario García Frank Pacheco |

| Principal  | Wilmar Roldán    |
| Asistentes | Rafael Rivas     |
|            | Humberto Clavijo |

| 1     | POR   | Adrián Berbia      |  |
| 13    | DEF   | Iván Vélez         |  |
| 5     | DEF   | Carlos Valdés      |  |
| 24    | DEF   | Jong Viáfara       |  |
| 4     | DEF   | Pablo Armero       |  |
| 7     | MED   | Jaime Córdoba      |  |
| 14    | MED   | Jhon Valencia      |  |
| 20    | MED   | Adrián Ramos       |  |
| 25    | MED   | Víctor Cortés      |  |
| 30    | DEL   | Duván Zapata 16'   |  |
| 9     | DEL   | Luis Tejada        |  |
| D. T. | D. T. | Diego Edison Umaña |  |

| 1     | POR   | Edigson Velásquez         |  |
| 16    | DEF   | Pedro Pino                |  |
| 25    | DEF   | Mario García              |  |
| 4     | DEF   | Arley Palacios 4'         |  |
| 6     | DEF   | Brahaman Sinisterra       |  |
| 17    | MED   | Yhonny Ramírez            |  |
| 13    | MED   | Leonardo López            |  |
| 29    | MED   | Henry Palacios            |  |
| 10    | MED   | Miguel Caneo              |  |
| 19    | MED   | Víctor Danilo Pacheco 75' |  |
| 11    | DEL   | Néstor Salazar 87'        |  |
| D. T. | D. T. | Alberto Gamero            |  |

| 17 | DEL | Paulo César Arango | 16' |

| 14 | MED | Frank Pacheco | 4'  |
| 19 | DEL | Rodrigo Saraz | 75' |
| 6  | MED | Óscar Díaz    | 87' |

| 44' | Jhon Valencia | 1-1 |

| 23' | Néstor Salazar | 0-1 |

| 8' · 55' · 61' · 68' | Carlos Valdés Jaime Córdoba Víctor Cortés Jhon Valencia |

| 19' · 57' · 61' · 65' · 82' · 90' | Pedro Pino Mario García Leonardo López Brahaman Sinisterra Yhonny Ramírez Edigson Velásquez |

| 84' · 90+4' | Mario García Frank Pacheco |

| Principal  | Wilmar Roldán    |
| Asistentes | Rafael Rivas     |
|            | Humberto Clavijo |

| 1     | POR   | Adrián Berbia      |  |
| 13    | DEF   | Iván Vélez         |  |
| 5     | DEF   | Carlos Valdés      |  |
| 24    | DEF   | Jong Viáfara       |  |
| 4     | DEF   | Pablo Armero       |  |
| 7     | MED   | Jaime Córdoba      |  |
| 14    | MED   | Jhon Valencia      |  |
| 20    | MED   | Adrián Ramos       |  |
| 25    | MED   | Víctor Cortés      |  |
| 30    | DEL   | Duván Zapata 16'   |  |
| 9     | DEL   | Luis Tejada        |  |
| D. T. | D. T. | Diego Edison Umaña |  |

| 1     | POR   | Edigson Velásquez         |  |
| 16    | DEF   | Pedro Pino                |  |
| 25    | DEF   | Mario García              |  |
| 4     | DEF   | Arley Palacios 4'         |  |
| 6     | DEF   | Brahaman Sinisterra       |  |
| 17    | MED   | Yhonny Ramírez            |  |
| 13    | MED   | Leonardo López            |  |
| 29    | MED   | Henry Palacios            |  |
| 10    | MED   | Miguel Caneo              |  |
| 19    | MED   | Víctor Danilo Pacheco 75' |  |
| 11    | DEL   | Néstor Salazar 87'        |  |
| D. T. | D. T. | Alberto Gamero            |  |

| 17 | DEL | Paulo César Arango | 16' |

| 14 | MED | Frank Pacheco | 4'  |
| 19 | DEL | Rodrigo Saraz | 75' |
| 6  | MED | Óscar Díaz    | 87' |

| 44' | Jhon Valencia | 1-1 |

| 23' | Néstor Salazar | 0-1 |

| 8' · 55' · 61' · 68' | Carlos Valdés Jaime Córdoba Víctor Cortés Jhon Valencia |

| 19' · 57' · 61' · 65' · 82' · 90' | Pedro Pino Mario García Leonardo López Brahaman Sinisterra Yhonny Ramírez Edigson Velásquez |

| 84' · 90+4' | Mario García Frank Pacheco |

| Principal  | Wilmar Roldán    |
| Asistentes | Rafael Rivas     |
|            | Humberto Clavijo |

| 1     | POR   | Adrián Berbia      |  |
| 13    | DEF   | Iván Vélez         |  |
| 5     | DEF   | Carlos Valdés      |  |
| 24    | DEF   | Jong Viáfara       |  |
| 4     | DEF   | Pablo Armero       |  |
| 7     | MED   | Jaime Córdoba      |  |
| 14    | MED   | Jhon Valencia      |  |
| 20    | MED   | Adrián Ramos       |  |
| 25    | MED   | Víctor Cortés      |  |
| 30    | DEL   | Duván Zapata 16'   |  |
| 9     | DEL   | Luis Tejada        |  |
| D. T. | D. T. | Diego Edison Umaña |  |

| 1     | POR   | Edigson Velásquez         |  |
| 16    | DEF   | Pedro Pino                |  |
| 25    | DEF   | Mario García              |  |
| 4     | DEF   | Arley Palacios 4'         |  |
| 6     | DEF   | Brahaman Sinisterra       |  |
| 17    | MED   | Yhonny Ramírez            |  |
| 13    | MED   | Leonardo López            |  |
| 29    | MED   | Henry Palacios            |  |
| 10    | MED   | Miguel Caneo              |  |
| 19    | MED   | Víctor Danilo Pacheco 75' |  |
| 11    | DEL   | Néstor Salazar 87'        |  |
| D. T. | D. T. | Alberto Gamero            |  |

| 17 | DEL | Paulo César Arango | 16' |

| 14 | MED | Frank Pacheco | 4'  |
| 19 | DEL | Rodrigo Saraz | 75' |
| 6  | MED | Óscar Díaz    | 87' |

| 44' | Jhon Valencia | 1-1 |

| 23' | Néstor Salazar | 0-1 |

| 8' · 55' · 61' · 68' | Carlos Valdés Jaime Córdoba Víctor Cortés Jhon Valencia |

| 19' · 57' · 61' · 65' · 82' · 90' | Pedro Pino Mario García Leonardo López Brahaman Sinisterra Yhonny Ramírez Edigson Velásquez |

| 84' · 90+4' | Mario García Frank Pacheco |

| Principal  | Wilmar Roldán    |
| Asistentes | Rafael Rivas     |
|            | Humberto Clavijo |

### Partido de vuelta
| 1     | POR   | Edigson Velásquez         |  |
| 16    | DEF   | Pedro Pino                |  |
| 15    | DEF   | Ever Palacios             |  |
| 4     | DEF   | Arley Palacios            |  |
| 6     | DEF   | Brahaman Sinisterra       |  |
| 21    | MED   | Juan Alejandro Mahecha    |  |
| 13    | MED   | Leonardo López            |  |
| 29    | MED   | Henry Palacios 3'         |  |
| 10    | MED   | Miguel Caneo              |  |
| 19    | MED   | Víctor Danilo Pacheco 77' |  |
| 11    | DEL   | Néstor Salazar            |  |
| D. T. | D. T. | Alberto Gamero            |  |

| 1     | POR   | Adrián Berbia       |  |
| 13    | DEF   | Iván Vélez          |  |
| 5     | DEF   | Carlos Valdés       |  |
| 24    | DEF   | Jong Viáfara        |  |
| 4     | DEF   | Pablo Armero        |  |
| 7     | MED   | Jaime Córdoba       |  |
| 6     | MED   | Mauricio Arquez 53' |  |
| 16    | MED   | Jersson González    |  |
| 30    | DEL   | Duván Zapata 9'     |  |
| 20    | DEL   | Adrián Ramos        |  |
| 9     | DEL   | Luis Tejada         |  |
| D. T. | D. T. | Diego Edison Umaña  |  |

| 14 | MED | Frank Pacheco 50' | 3'  |
| 6  | DEF | Óscar Díaz        | 50' |
| 19 | DEL | Rodrigo Saraz     | 77' |

| 17 | DEL | Paulo César Arango | 9'  |
| 19 | MED | Óscar Restrepo     | 53' |

| 35' | Miguel Caneo | 1-0 |

| 84' | Luis Tejada | 1-1 |

| Acierto de penal · Acierto de penal · Acierto de penal · Acierto de penal | Miguel Caneo Óscar Díaz Pedro Pino Ever Palacios | 1-0 2-1 3-2 4-2 |

| Acierto de penal · Acierto de penal · Fallo de penal · Fallo de penal | Jersson González Óscar Restrepo Adrián Ramos Paulo César Arango | 1-1 2-2 3-2 4-2 |

| 25' · 55' | Víctor Danilo Pacheco Juan Alejandro Mahecha |

| 26' | Jong Harold Viáfara |

| 79' | Juan Alejandro Mahecha |

| 88' | Pablo Armero |

| Principal  | Albert Duarte    |
| Asistentes | Abraham González |
|            | Wilmar Navarro   |

| 1     | POR   | Edigson Velásquez         |  |
| 16    | DEF   | Pedro Pino                |  |
| 15    | DEF   | Ever Palacios             |  |
| 4     | DEF   | Arley Palacios            |  |
| 6     | DEF   | Brahaman Sinisterra       |  |
| 21    | MED   | Juan Alejandro Mahecha    |  |
| 13    | MED   | Leonardo López            |  |
| 29    | MED   | Henry Palacios 3'         |  |
| 10    | MED   | Miguel Caneo              |  |
| 19    | MED   | Víctor Danilo Pacheco 77' |  |
| 11    | DEL   | Néstor Salazar            |  |
| D. T. | D. T. | Alberto Gamero            |  |

| 1     | POR   | Adrián Berbia       |  |
| 13    | DEF   | Iván Vélez          |  |
| 5     | DEF   | Carlos Valdés       |  |
| 24    | DEF   | Jong Viáfara        |  |
| 4     | DEF   | Pablo Armero        |  |
| 7     | MED   | Jaime Córdoba       |  |
| 6     | MED   | Mauricio Arquez 53' |  |
| 16    | MED   | Jersson González    |  |
| 30    | DEL   | Duván Zapata 9'     |  |
| 20    | DEL   | Adrián Ramos        |  |
| 9     | DEL   | Luis Tejada         |  |
| D. T. | D. T. | Diego Edison Umaña  |  |

| 14 | MED | Frank Pacheco 50' | 3'  |
| 6  | DEF | Óscar Díaz        | 50' |
| 19 | DEL | Rodrigo Saraz     | 77' |

| 17 | DEL | Paulo César Arango | 9'  |
| 19 | MED | Óscar Restrepo     | 53' |

| 35' | Miguel Caneo | 1-0 |

| 84' | Luis Tejada | 1-1 |

| Acierto de penal · Acierto de penal · Acierto de penal · Acierto de penal | Miguel Caneo Óscar Díaz Pedro Pino Ever Palacios | 1-0 2-1 3-2 4-2 |

| Acierto de penal · Acierto de penal · Fallo de penal · Fallo de penal | Jersson González Óscar Restrepo Adrián Ramos Paulo César Arango | 1-1 2-2 3-2 4-2 |

| 25' · 55' | Víctor Danilo Pacheco Juan Alejandro Mahecha |

| 26' | Jong Harold Viáfara |

| 79' | Juan Alejandro Mahecha |

| 88' | Pablo Armero |

| Principal  | Albert Duarte    |
| Asistentes | Abraham González |
|            | Wilmar Navarro   |

| 1     | POR   | Edigson Velásquez         |  |
| 16    | DEF   | Pedro Pino                |  |
| 15    | DEF   | Ever Palacios             |  |
| 4     | DEF   | Arley Palacios            |  |
| 6     | DEF   | Brahaman Sinisterra       |  |
| 21    | MED   | Juan Alejandro Mahecha    |  |
| 13    | MED   | Leonardo López            |  |
| 29    | MED   | Henry Palacios 3'         |  |
| 10    | MED   | Miguel Caneo              |  |
| 19    | MED   | Víctor Danilo Pacheco 77' |  |
| 11    | DEL   | Néstor Salazar            |  |
| D. T. | D. T. | Alberto Gamero            |  |

| 1     | POR   | Adrián Berbia       |  |
| 13    | DEF   | Iván Vélez          |  |
| 5     | DEF   | Carlos Valdés       |  |
| 24    | DEF   | Jong Viáfara        |  |
| 4     | DEF   | Pablo Armero        |  |
| 7     | MED   | Jaime Córdoba       |  |
| 6     | MED   | Mauricio Arquez 53' |  |
| 16    | MED   | Jersson González    |  |
| 30    | DEL   | Duván Zapata 9'     |  |
| 20    | DEL   | Adrián Ramos        |  |
| 9     | DEL   | Luis Tejada         |  |
| D. T. | D. T. | Diego Edison Umaña  |  |

| 14 | MED | Frank Pacheco 50' | 3'  |
| 6  | DEF | Óscar Díaz        | 50' |
| 19 | DEL | Rodrigo Saraz     | 77' |

| 17 | DEL | Paulo César Arango | 9'  |
| 19 | MED | Óscar Restrepo     | 53' |

| 35' | Miguel Caneo | 1-0 |

| 84' | Luis Tejada | 1-1 |

| Acierto de penal · Acierto de penal · Acierto de penal · Acierto de penal | Miguel Caneo Óscar Díaz Pedro Pino Ever Palacios | 1-0 2-1 3-2 4-2 |

| Acierto de penal · Acierto de penal · Fallo de penal · Fallo de penal | Jersson González Óscar Restrepo Adrián Ramos Paulo César Arango | 1-1 2-2 3-2 4-2 |

| 25' · 55' | Víctor Danilo Pacheco Juan Alejandro Mahecha |

| 26' | Jong Harold Viáfara |

| 79' | Juan Alejandro Mahecha |

| 88' | Pablo Armero |

| Principal  | Albert Duarte    |
| Asistentes | Abraham González |
|            | Wilmar Navarro   |

| 1     | POR   | Edigson Velásquez         |  |
| 16    | DEF   | Pedro Pino                |  |
| 15    | DEF   | Ever Palacios             |  |
| 4     | DEF   | Arley Palacios            |  |
| 6     | DEF   | Brahaman Sinisterra       |  |
| 21    | MED   | Juan Alejandro Mahecha    |  |
| 13    | MED   | Leonardo López            |  |
| 29    | MED   | Henry Palacios 3'         |  |
| 10    | MED   | Miguel Caneo              |  |
| 19    | MED   | Víctor Danilo Pacheco 77' |  |
| 11    | DEL   | Néstor Salazar            |  |
| D. T. | D. T. | Alberto Gamero            |  |

| 1     | POR   | Adrián Berbia       |  |
| 13    | DEF   | Iván Vélez          |  |
| 5     | DEF   | Carlos Valdés       |  |
| 24    | DEF   | Jong Viáfara        |  |
| 4     | DEF   | Pablo Armero        |  |
| 7     | MED   | Jaime Córdoba       |  |
| 6     | MED   | Mauricio Arquez 53' |  |
| 16    | MED   | Jersson González    |  |
| 30    | DEL   | Duván Zapata 9'     |  |
| 20    | DEL   | Adrián Ramos        |  |
| 9     | DEL   | Luis Tejada         |  |
| D. T. | D. T. | Diego Edison Umaña  |  |

| 14 | MED | Frank Pacheco 50' | 3'  |
| 6  | DEF | Óscar Díaz        | 50' |
| 19 | DEL | Rodrigo Saraz     | 77' |

| 17 | DEL | Paulo César Arango | 9'  |
| 19 | MED | Óscar Restrepo     | 53' |

| 35' | Miguel Caneo | 1-0 |

| 84' | Luis Tejada | 1-1 |

| Acierto de penal · Acierto de penal · Acierto de penal · Acierto de penal | Miguel Caneo Óscar Díaz Pedro Pino Ever Palacios | 1-0 2-1 3-2 4-2 |

| Acierto de penal · Acierto de penal · Fallo de penal · Fallo de penal | Jersson González Óscar Restrepo Adrián Ramos Paulo César Arango | 1-1 2-2 3-2 4-2 |

| 25' · 55' | Víctor Danilo Pacheco Juan Alejandro Mahecha |

| 26' | Jong Harold Viáfara |

| 79' | Juan Alejandro Mahecha |

| 88' | Pablo Armero |

| Principal  | Albert Duarte    |
| Asistentes | Abraham González |
|            | Wilmar Navarro   |

## Campeón
| Bandera de Colombia                |
| Campeón Boyacá Chicó Primer título |

## Datos adicionales
- Con su título, el Boyacá Chicó obtuvo su primera estrella [n 1], y también el primer título para cualquier club representante de Boyacá en el fútbol colombiano.[9][10]

- La derrota en la final significó el séptimo subcampeonato para el América de Cali.[11][12]

- El argentino Miguel Caneo finalizó como goleador del Torneo Apertura con 13 goles, los mismos de Iván Velásquez del Deportes Quindío.[13]

- Boyacá Chicó no pudo jugar en la Copa Libertadores 2008 en Tunja, por lo que sus partidos como local los ofició en el Estadio Nemesio Camacho El Campín de Bogotá, pero para la Copa Libertadores 2009 sí pudo hacerlo en el Estadio de La Independencia luego de la instalación de gradas metálicas.[14]